# Cryptocentrus polyophthalmus
Cryptocentrus polyophthalmus är en fiskart som först beskrevs av Bleeker, 1853.  Cryptocentrus polyophthalmus ingår i släktet Cryptocentrus och familjen smörbultsfiskar. Inga underarter finns listade i Catalogue of Life.